# Neoptólemo I de Epiro
Neoptólemo I de Epiro (en griego: Νεοπτόλεμος Α' Ηπείρου) fue un rey de Epiro, hijo de Alcetas I de Epiro y padre de Alejandro de Epiro, Troa(abuela paterna de Pirro del Epiro) y Olimpia, la madre de Alejandro Magno.
A la muerte de Alcetas, Neoptólemo y su hermano Arribas de Epiro, accedieron a dividir el reino y continuaron gobernando sus porciones respectivas sin interrupción de la armonía entre ellos, hasta la muerte de Neoptólemo, lo que de acuerdo a Johann Gustav Droysen, puede haber acaecido alrededor del año 360 AC.